# Sadkî-Stroiivka, Makariv
Sadkî-Stroiivka (în ucraineană Садки-Строївка) este un sat în comuna Borivka din raionul Makariv, regiunea Kiev, Ucraina.

## Demografie
Componența lingvistică a localității Sadkî-Stroiivka
     Ucraineană (97,56%)
     Rusă (2,44%)
Conform recensământului din 2001, majoritatea populației localității Sadkî-Stroiivka era vorbitoare de ucraineană (97,56%), existând în minoritate și vorbitori de rusă (2,44%).